# Spodnji Ključarovci
Spodnji Ključarovci este o localitate din comuna Ormož, Slovenia, cu o populație de 121 de locuitori.